# Landkreis Günzburg
Der Landkreis Günzburg, der 1972 aus der kreisfreien Stadt Günzburg sowie den Landkreisen Günzburg und Krumbach gebildet wurde, gehört zum bayerischen Regierungsbezirk Schwaben. Verwaltungssitz ist in der Großen Kreisstadt Günzburg.

## Geographie

### Lage

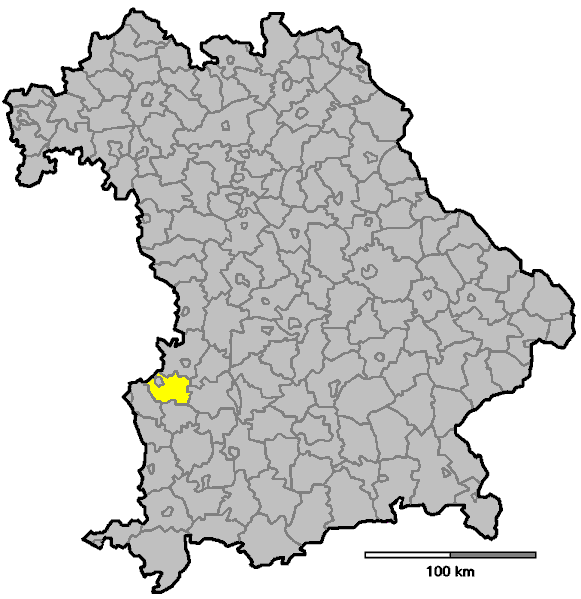
Lage des alten und (kleineren) Kreises Günzburg in Bayern vor der Gebietsreform

Die Donau trennt den kleinen Riedbereich (Schwäbisches Donaumoos, ein Teil des Donaurieds) im Norden mit den Ortschaften Riedhausen bei Günzburg und Riedheim von den südlich gelegenen unteren Iller-Lech-Schotterplatten, auf denen der Großteil der übrigen Ortschaften und Gemeinden des Kreises liegt. Dieses Gebiet wird von den beiden rechten Nebenflüssen der Donau Günz und Mindel sowie von der Kammel durchzogen. Die Günz mündet bei Günzburg, die Mindel weiter stromabwärts westlich von Gundremmingen. Die Kammel mündet südlich von Offingen in die Mindel, kurz bevor diese in die Donau mündet. Das Gebiet östlich der Mindel ist Teil der Stauden (im Süden) beziehungsweise der Holzwinkels (im Norden) und damit Teil des Naturparks Augsburg-Westliche Wälder.
Das Gebiet südlich der Donau, die unteren Iller-Lech-Schotterplatten, die Stauden und der Holzwinkel sind Teil des Tertiärhügellands. Geprägt wird diese hügelige Landschaft durch die von Süden nach Norden verlaufenden Flusstäler der Günz, Kammel, Mindel und Zusam und den Zuflüssen dieser Fließgewässer. Die Riedel genannten Höhenzüge zwischen den Tälern sind meist bewaldet – oft mit Fichtenforsten. An den Hängen mit geringer Neigung überwiegt Ackerbau, in den Tälern überwiegen meist Wiesen. Vor der Drainage gab es dort große Niedermoorbereiche.
Der tiefste Punkt im Landkreis liegt bei 427 m ü. NHN im Donauried bei Gundremmingen. Ganz im Süden werden bei Weiler in der Gemeinde Waltenhausen 607 m ü. NHN erreicht.

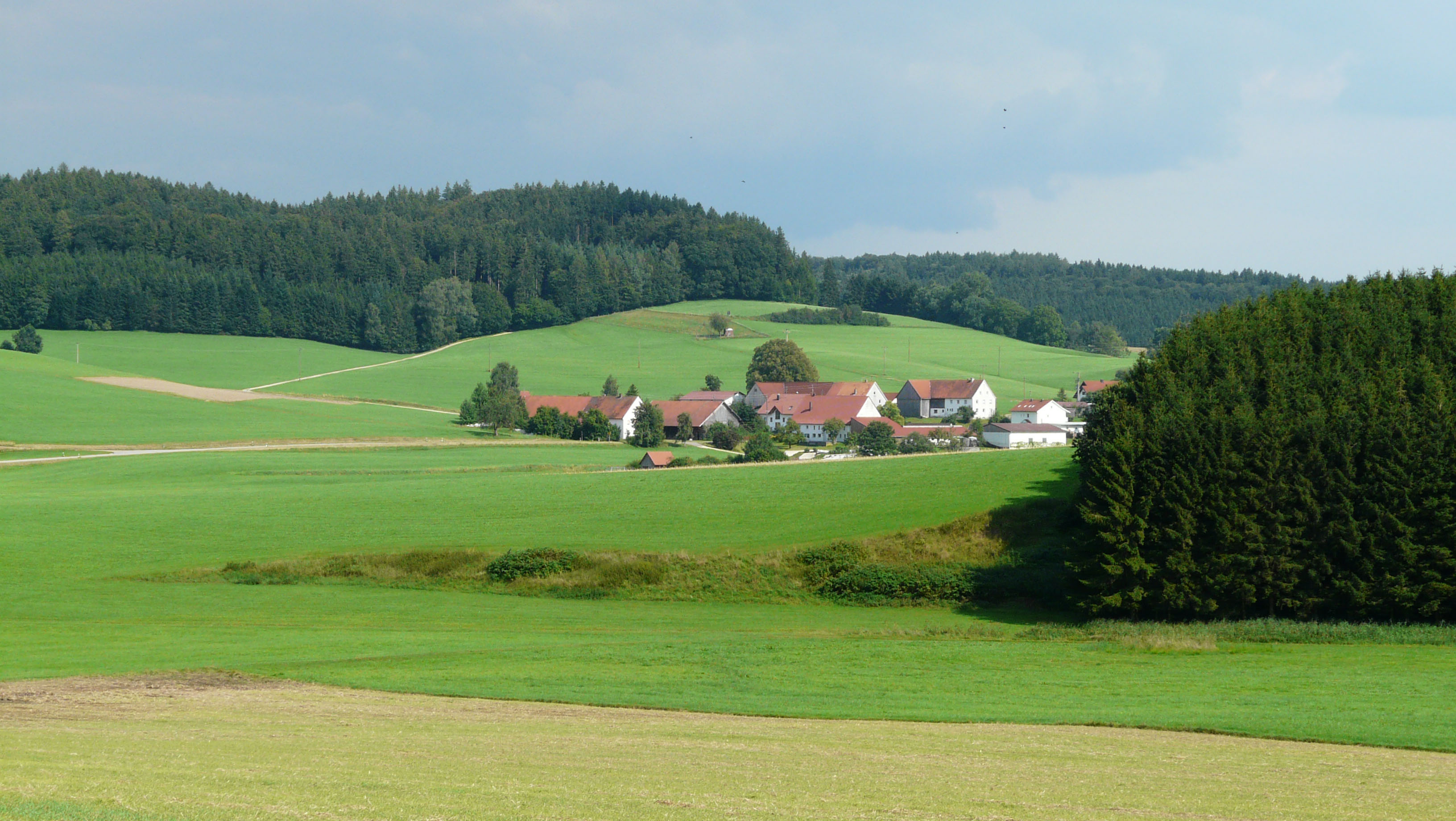
Ruhfelden im Zusamtal

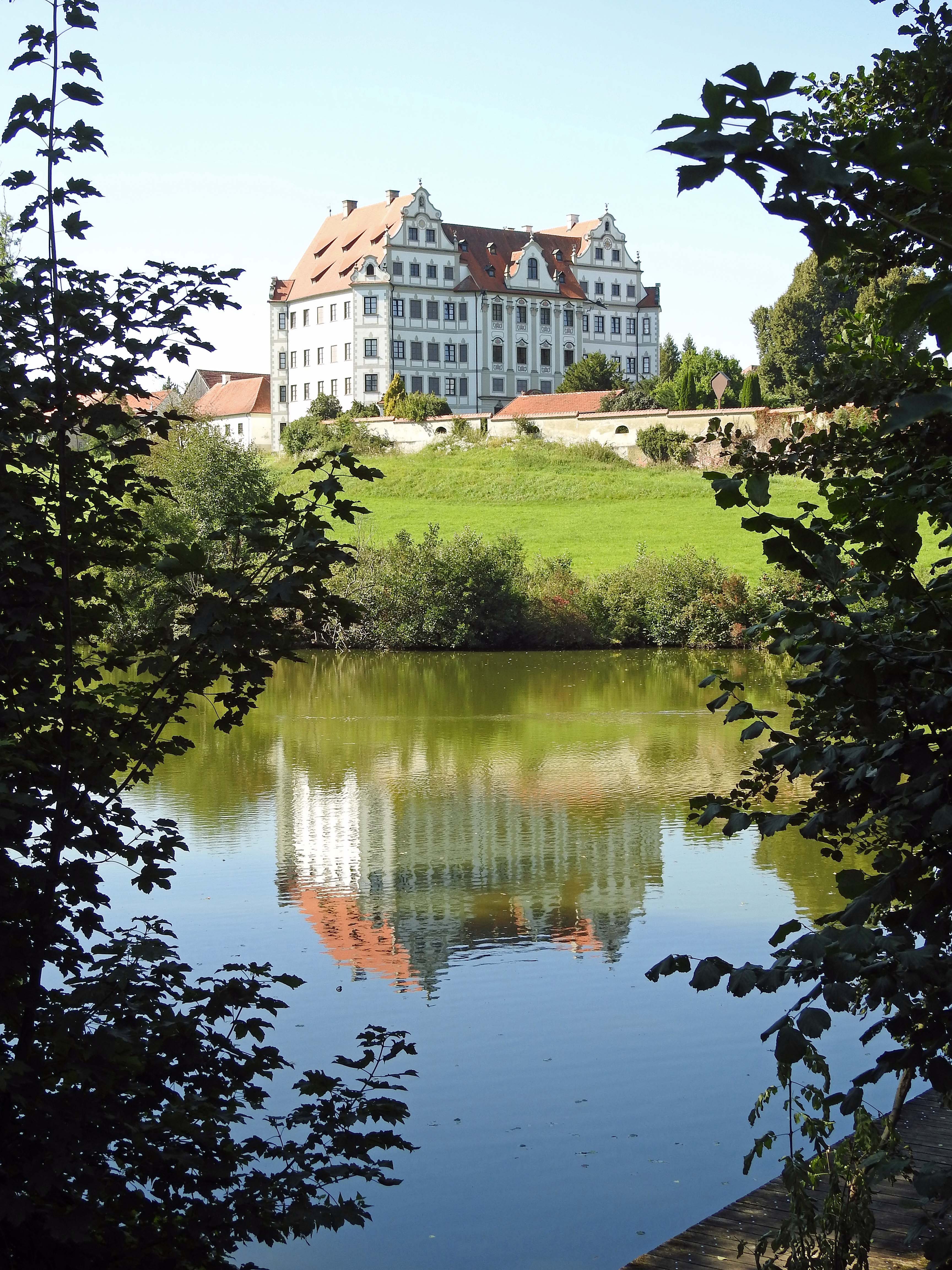
Schloss Harthausen

### Nachbarkreise
Der Landkreis grenzt im Uhrzeigersinn im Norden beginnend an die Landkreise Dillingen an der Donau, Augsburg, Unterallgäu und Neu-Ulm (alle in Bayern) sowie Alb-Donau-Kreis und Heidenheim (beide in Baden-Württemberg).

## Geschichte

### Bis 1800
Das Gebiet des heutigen Landkreises Günzburg war schon in der Keltenzeit relativ dicht besiedelt. Davon zeugen die teilweise noch gut erkennbaren Reste von Viereckschanzen und Hügelgräbern. (→ siehe auch: Liste von Viereckschanzen in Bayern) Es wurden aber auch noch ältere Spuren menschlicher Anwesenheit aus der Jungsteinzeit im Gebiet des Landkreises gefunden.
Auch aus der Römerzeit sind Spuren im Landkreis vorhanden. Am bekanntesten dürfte aus dieser Zeit sein, dass Günzburg um das Jahr 77 n. Chr. als Kastell Guntia von den Römern zur Verteidigung der Donaugrenze gegründet wurde. Neben dem Kastell entwickelte sich wohl auch aufgrund der guten Einbindung in das römische Fernstraßennetz eine größere Zivilsiedlung. Bei den um Günzburg herum gefundenen römischen Bestattungsplätzen handelt es sich um die größten ausgegrabenen römischen Gräberfelder nördlich der Alpen mit mehreren tausend Bestattungen. Die Ergebnisse der umfangreichen Ausgrabungen sind im Günzburger Heimatmuseum zu besichtigen. Weitere Spuren aus der Römerzeit sind das ebenfalls am Donau-Iller-Rhein-Limes gelegene, „Bürgle“ genannte, spätantike Kastell bei Gundremmingen oder die Reste römischer Landgüter bei Edelstetten, Stoffenried (Gemeinde Ellzee) und Kirrberg (Gemeinde Balzhausen).
Nach dem Ende des Weströmischen Reiches in der Völkerwanderungszeit sind wohl zumindest einige Römer beziehungsweise Romanen und Kelten zurückgeblieben, da die Siedlungen Waldstetten und Waldkirch als Orte identifiziert wurden, an denen Walchen beziehungsweise Welsche gesiedelt haben. Bis zu der Zeit um das Jahr 1100 n. Chr., als viele Ortschaften des Landkreises erstmals urkundlich erwähnt wurden – beispielsweise Günzburg 1065 oder Krumbach 1156 – ist von der Geschichte des Gebietes nur wenig bekannt. Eine dieser wenigen bekannten Sachverhalte ist, dass die damals „Ricis“ genannte Burg Reisensburg um das Jahr 600 vom Geographen von Ravenna als eine der fünf wichtigsten Burgen Alemanniens erwähnt wurde.
Um das Jahr 1300 kamen nach Aussterben der Grafen von Berg große Teile des Gebiets, die nicht unter kirchlicher Herrschaft standen, als „erledigtes Reichslehen“ in den Besitz des Hauses Habsburg. Diese Gebiete bildeten in den nächsten 500 Jahren die vorderösterreichische Markgrafschaft Burgau. In diesem gesamten Zeitraum war das Gebiet des heutigen Landkreises Günzburg wie das gesamte Oberschwaben in viele kleine Herrschaften unterteilt. Die wichtigsten weltlichen Herrschaften im heutigen Landkreis waren die Markgrafschaft Burgau, die Babenhausener Linie der Fugger, die Reichsstadt Ulm (Leipheim), die Herrschaften Seyfriedsberg (Ziemetshausen), Eberstall-Jettingen und Burtenbach (Schertlin). Die wichtigsten geistlichen Territorien waren die Reichsstifte Wettenhausen und Ursberg, die Reichsabtei Roggenburg, das Kloster Edelstetten und das Hochstift Augsburg.

### Landgerichte
Nachdem das Gebiet an Bayern gekommen war, wurden im Jahr 1804 die Landgerichte Wettenhausen und Ursberg sowie 1806 das Landgericht Günzburg errichtet. 1808 wurde der Sitz des Landgerichts Wettenhausen nach Burgau verlegt. Das Landgericht Burgau gehörte zum Oberdonaukreis, die Landgerichte Günzburg und Ursberg zum Illerkreis. Ab 1817 gehörten alle drei Landgerichte zum Oberdonaukreis (ab 1838 Schwaben und Neuburg, später nur noch Schwaben). 1837 wurde der Sitz des Landgerichts Ursberg nach Krumbach verlegt und dieses entsprechend in Landgericht Krumbach umbenannt.

### Bezirksämter
Das Bezirksamt Günzburg wurde im Jahr 1862 durch den Zusammenschluss der Landgerichte älterer Ordnung Burgau und Günzburg gebildet. Ebenso folgte das Bezirksamt Krumbach dem Landgericht Krumbach.
Am 1. April 1872 wurde Günzburg eine kreisunmittelbare Stadt.
Anlässlich der Reform des Zuschnitts der bayerischen Bezirksämter erhielt das Bezirksamt Günzburg am 1. Januar 1880 Gemeinden des Bezirksamtes Dillingen. Gleichzeitig wurde das Bezirksamt Krumbach um einige Gemeinden der Bezirksämter Illertissen und Mindelheim vergrößert und trat Gemeinden an das Bezirksamt Augsburg ab.
Am 1. Juni 1927 wurde das Bezirksamt Günzburg um die Gemeinde Gundremmingen des Bezirksamtes Dillingen vergrößert.

### Landkreise

Das Wappen des alten Landkreises Günzburg vor der Gebietsreform

Am 1. Januar 1939 wurde wie überall im Deutschen Reich die Bezeichnung Landkreis eingeführt. So wurden aus den Bezirksämtern die Landkreise Günzburg und Krumbach (Schwaben). Am 1. April 1940 wurde Krumbach wieder in den Landkreis Günzburg eingegliedert, doch wurde dies am 1. April 1949 wieder revidiert.

### Landkreis Günzburg
Im Rahmen der Gebietsreform in Bayern wurde am 1. Juli 1972 ein neuer Landkreis gebildet, der zunächst Günzkreis genannt wurde. Bestandteile des neuen Landkreises wurden
- die bis dahin kreisfreie Stadt Günzburg, die für den Verlust ihrer Kreisfreiheit den Status einer Großen Kreisstadt erhielt
- alle Gemeinden des alten Landkreises Günzburg
- alle Gemeinden des aufgelösten Landkreises Krumbach (Schwaben) mit Ausnahme der Gemeinden Hasberg und Tiefenried, die zum Landkreis Unterallgäu kamen sowie
- die Gemeinden Schönebach und Uttenhofen des Landkreises Augsburg.

Am 1. Mai 1973 wurde der neue Landkreis in Landkreis Günzburg umbenannt.
Am 1. Januar 1978 wechselten die Gemeinden Ettlishofen (mit Hetschwang) und Silheim aus dem Landkreis Neu-Ulm in den Landkreis Günzburg und wurden in die Gemeinde Bibertal eingegliedert.

### Einwohnerentwicklung

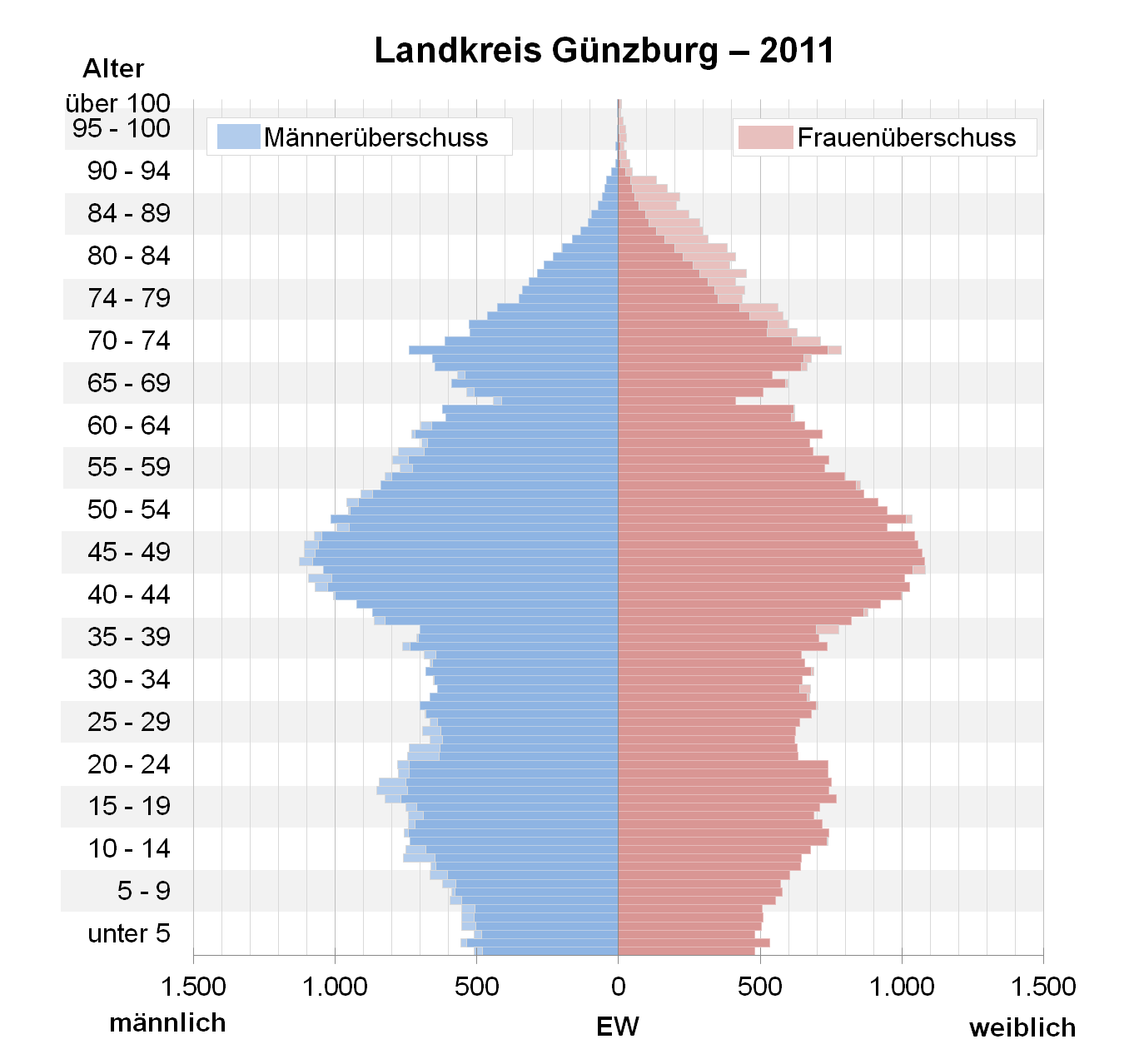
Bevölkerungspyramide für den Kreis Günzburg (Datenquelle: Zensus 2011.)

Der 1972 neu entstandene Landkreis Günzburg gewann von 1988 bis 2003 über 15.000 Einwohner hinzu bzw. wuchs um ca. 14 %. Ab Mitte der 2000er Jahre war die Entwicklung zunächst rückläufig. Seit 2013 steigt die Bevölkerung wieder deutlich an. Zwischen 1988 und 2018 wuchs der Landkreis von 107.722 auf 125.747 um 18.025 Einwohner bzw. um 16,7 %.
Die nachfolgenden Einwohnerzahlen beziehen sich auf den Gebietsstand vom 25. Mai 1987.
| Jahr      | 1950    | 1961   | 1970    | 1987    | 1991    | 1996    | 2000    | 2005    | 2010    | 2015    | 2020    |
| Einwohner | 101.627 | 96.125 | 104.327 | 107.120 | 113.323 | 120.269 | 121.563 | 122.450 | 120.451 | 123.153 | 127.342 |

## Politik

### Kreistag
Die Kreistagswahl am 15. März 2020 führte zu folgendem Ergebnis (mit Vergleichszahlen vorangegangener Wahlen):
| Kreistagswahl 2020Wahlbeteiligung: 56,7 % (+1,8 %) %403020100 37,315,515,29,78,46,75,71,5 CSUFWGrüneSPDAfDJUFDPLinkeGewinne und Verlusteim Vergleich zu 2014 %p 10 8 6 4 2 0 −2 −4 −6 −8−10−12−14−12,2−1,8+5,6−6,8+8,4+6,7−1,4+1,5CSUFWGrüneSPDAfDJUFDPLinke | Sitzverteilung im Kreistag Günzburg seit 2020Insgesamt 60 Sitze - Linke: 1 - SPD: 6 - Grüne: 9 - FW: 9 - FDP: 3 - CSU: 23 - JU: 4 - AfD: 5 |

| Parteien und Wählergemeinschaften | Parteien und Wählergemeinschaften  | 2020   | 2020   | 2014   | 2014   | 2008   | 2008   | 2002   | 2002   | 1996   | 1996   |
| Parteien und Wählergemeinschaften | Parteien und Wählergemeinschaften  | %      | Sitze  | %      | Sitze  | %      | Sitze  | %      | Sitze  | %      | Sitze  |
| --------------------------------- | ---------------------------------- | ------ | ------ | ------ | ------ | ------ | ------ | ------ | ------ | ------ | ------ |
| CSU                               | Christlich-Soziale Union in Bayern | 37,3   | 23     | 49,5   | 30     | 51,4   | 32     | 53,4   | 32     | 51,3   | 31     |
| FW                                | Freie Wähler Bayern                | 15,5   | 09     | 17,3   | 10     | 17,2   | 10     | 0–     | 0–     | 0–     | 0–     |
| Grüne                             | Grüne Bayern                       | 15,2   | 09     | 9,6    | 06     | 5,7    | 03     | 0–     | 0–     | 5,7    | 03     |
| SPD                               | SPD Bayern                         | 9,7    | 06     | 16,5   | 10     | 18,9   | 11     | 24,7   | 15     | 26,1   | 16     |
| AfD                               | AfD Bayern                         | 8,4    | 05     | 0–     | 0–     | 0–     | 0–     | 0–     | 0–     | 0–     | 0–     |
| JU                                | Junge Union                        | 6,7    | 04     | 0–     | 0–     | 0–     | 0–     | 0–     | 0–     | 0–     | 0–     |
| FDP                               | FDP Bayern                         | 5,7    | 03     | 7,1    | 04     | 6,9    | 04     | 3,8    | 02     | 1,6    | 01     |
| Linke                             | Die Linke Bayern                   | 1,5    | 01     | 0–     | 0–     | 0–     | 0–     | 0–     | 0–     | 0–     | 0–     |
| FWV                               | Freie Wählervereinigung            | 0–     | 0–     | 0–     | 0–     | 0–     | 0–     | 18,1   | 11     | 15,3   | 09     |
| gesamt                            | gesamt                             | 100,0  | 60     | 100,0  | 60     | 100,1  | 60     | 100,0  | 60     | 100,0  | 60     |
| Wahlbeteiligung                   | Wahlbeteiligung                    | 56,7 % | 56,7 % | 54,9 % | 54,9 % | 60,3 % | 60,3 % | 66,3 % | 66,3 % | 67,4 % | 67,4 % |

### Landrat

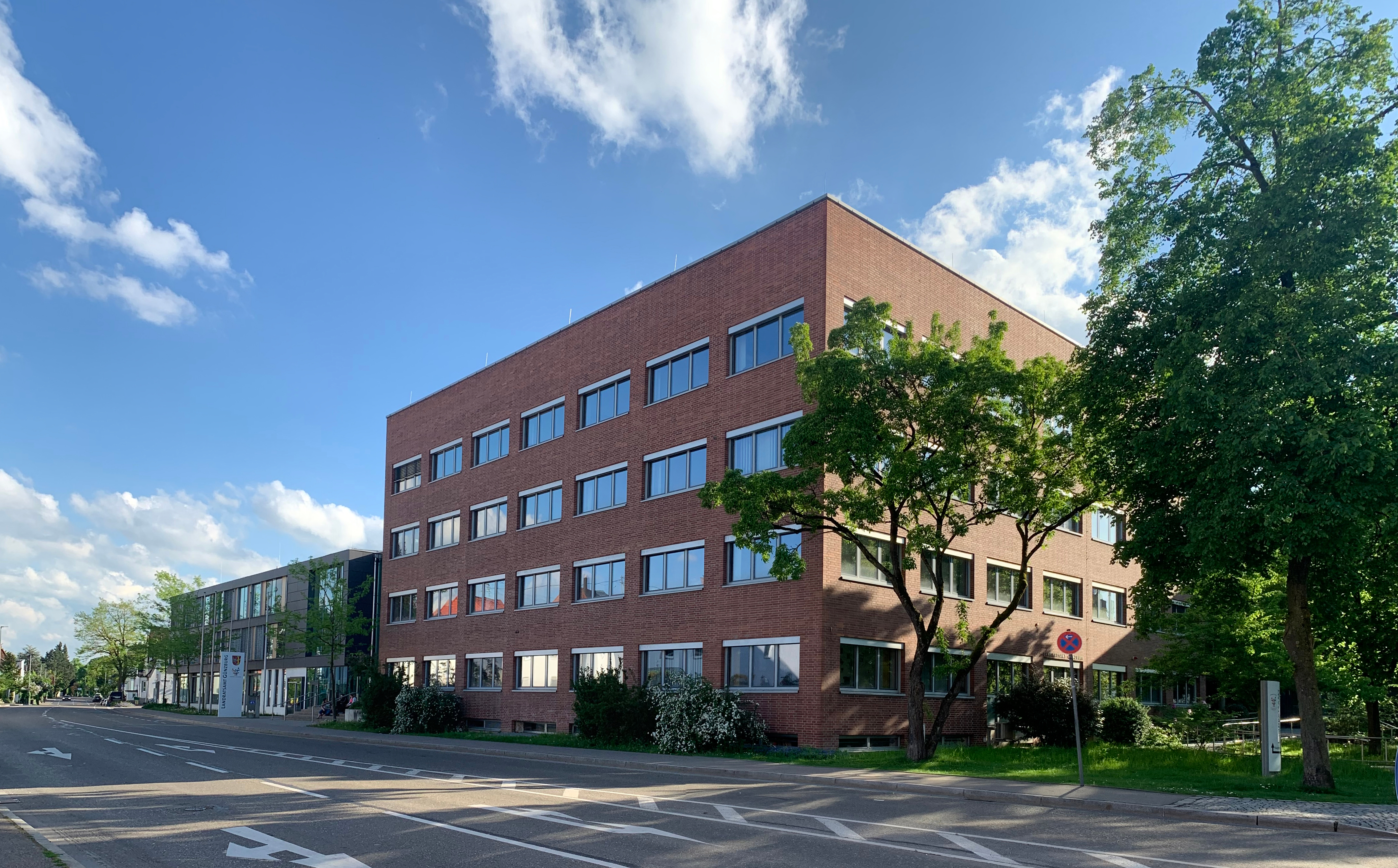
Landratsamt

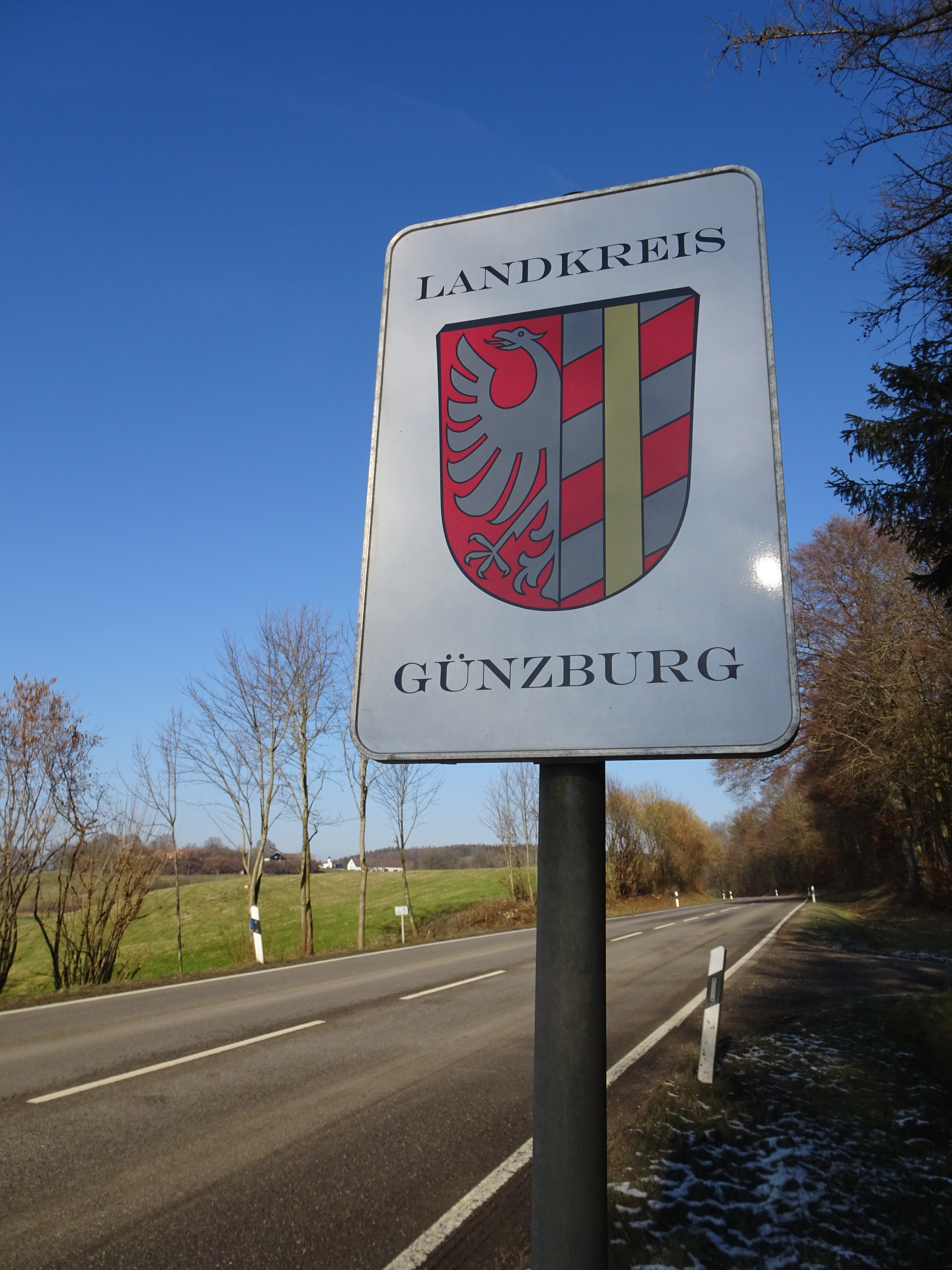
Landkreis Günzburg

Landrat ist seit 1. Mai 2020 Hans Reichhart (CSU). Seine Vorgänger waren
- 1967 bis 1996 Georg Simnacher (CSU); er war von 1974 bis 2003 außerdem Bezirkstagspräsident in Schwaben und
- 1996 bis 2020 Hubert Hafner (CSU).

Liste der Bezirksamtmänner (bis 1939) und Landräte
| Name                     | Amtszeit                            |
| ------------------------ | ----------------------------------- |
| Karl Wilhelm Anton Braun | 15. Juni 1862–10. März 1870         |
| Michael Reuder           | 10. März 1870–8. Dezember 1882      |
| Franz Xaver Edelhard     | 1. Februar 1883–30. September 1892  |
| Adolf Zink               | 1. Oktober 1892–16. Mai 1894        |
| Konrad Zinn              | 16. Mai 1894–9. August 1901         |
| Richard von Bibra        | 1. Oktober 1901–16. Juni 1905       |
| Heinrich Kolb            | 16. Juni 1905–30. September 1910    |
| Ludwig Wimmer            | 1. Oktober 1910–30. April 1915      |
| Georg Seubelt            | 1. Mai 1915–19. November 1919       |
| Lorenz Quaglia           | 1. Dezember 1919–30. September 1934 |

| Name                      | Amtszeit                           |
| ------------------------- | ---------------------------------- |
| Edgar Groll               | 1. Oktober 1934–20. November 1937  |
| Ferdinand Merckel (komm.) | 20. November 1937–31. März 1938    |
| Erich Prieger             | 1. April 1938–25. April 1945       |
| Georg Schmid              | 1942 vertretungsweise              |
| Karl Deml                 | Juni 1945–30. November 1945        |
| Otto Baumann              | 1. Dezember 1945–28. Mai 1946      |
| Ferdinand Merckel         | 28. Mai 1946–31. August 1960       |
| Bruno Merk                | 1. September 1960–6. Dezember 1966 |
| Leopold Beer (komm.)      | 6. Dezember 1966–6. März 1967      |
| Georg Simnacher           | 6. März 1967–30. April 1996        |
| Hubert Hafner             | 1. Mai 1996–30. April 2020         |

### Wappen
| Wappen des Landkreises | Blasonierung: „Gespalten; vorne in Rot ein halber silberner Adler am Spalt; hinten fünfmal schräg links geteilt von Silber und Rot, überdeckt von einem goldenen Pfahl.“                 |
| Wappen des Landkreises | Wappenbegründung: Die heraldisch linke Seite des Wappens erinnert an die Markgrafschaft Burgau. Der halbe Adler auf der rechten Seite ist dem Wappen der Herrschaft Schwabegg entnommen. |

## Wirtschaft und Infrastruktur
Die Wirtschaftsstruktur ist geprägt von klein- und mittelständischen Betrieben. Größte industrielle Arbeitgeber sind die Unternehmen Al-Ko in Kötz sowie der weltweit größte Hersteller von Einkaufswagen und Gepäcktransportwagen, Wanzl aus Leipheim. Das produzierende und verarbeitende Gewerbe und der Dienstleistungssektor bilden mit rund 43 % bzw. 41 % aller Arbeitsplätze die tragenden Säulen. Besonders ausgeprägt ist hierbei vor allem der Bereich Gesundheit und Soziales.
Im Zukunftsatlas 2016 belegte der Landkreis Günzburg Platz 102 von 402 Landkreisen, Kommunalverbänden und kreisfreien Städten in Deutschland und zählt damit zu den Regionen mit „Zukunftschancen“.
Im Jahr 2023 lag die Arbeitslosenquote im Landkreis Günzburg bei 2,1 %. Das Bruttoinlandsprodukt für den Landkreis betrug im Jahr 2022 5,947 Mrd. €.

### Verkehr

#### Schiene
Im Kreis Günzburg eröffnete die Bayerische Staatsbahn schon 1853/54 die Hauptbahn Augsburg–Ulm über Burgau und Günzburg. Im Bahnhof Neuoffingen mündet seit 1876 die Donautalbahn von Ingolstadt her ein.
Von der Kreisstadt Günzburg führt im Tal der Günz nach Ichenhausen und weiter im Kammeltal nach Krumbach hinauf die Mittelschwabenbahn, die 1910 nach Mindelheim verlängert worden ist.
Die Stadt Thannhausen an der Mindel erhielt 1894 durch eine – ebenfalls staatliche – Lokalbahn nach Dinkelscherben den Anschluss an die Hauptstrecke. Hier wurde der Personenverkehr 1966 eingestellt, Teile der Strecke sind inzwischen abgetragen.

#### Straße
Den Landkreis quert die Bundesautobahn 8 (München–Stuttgart) mit Anschlussstellen bei Burgau, Günzburg und Leipheim. Die Bundesstraße 16 verläuft innerhalb des Landkreises fast in Nord-Süd-Richtung. Von Gundelfingen kommend verbindet sie Günzburg, Ichenhausen und Krumbach; südlich führt sie weiter nach Mindelheim. Die Bundesstraße 10 verlief von der östlichen Landkreisgrenze bei Landensberg bis zur westlichen Landkreisgrenze bei Echlishausen, bis sie nach dem Ausbau der A8 zur Staatsstraße herabgestuft wurde. Die von Augsburg kommende Bundesstraße 300 schließt Ziemetshausen und Thannhausen an das Fernstraßennetz an und kreuzt bei Krumbach die Bundesstraße 16; südwestlich der ehemaligen Kreisstadt verlässt sie das Kreisgebiet.

#### Luftverkehr

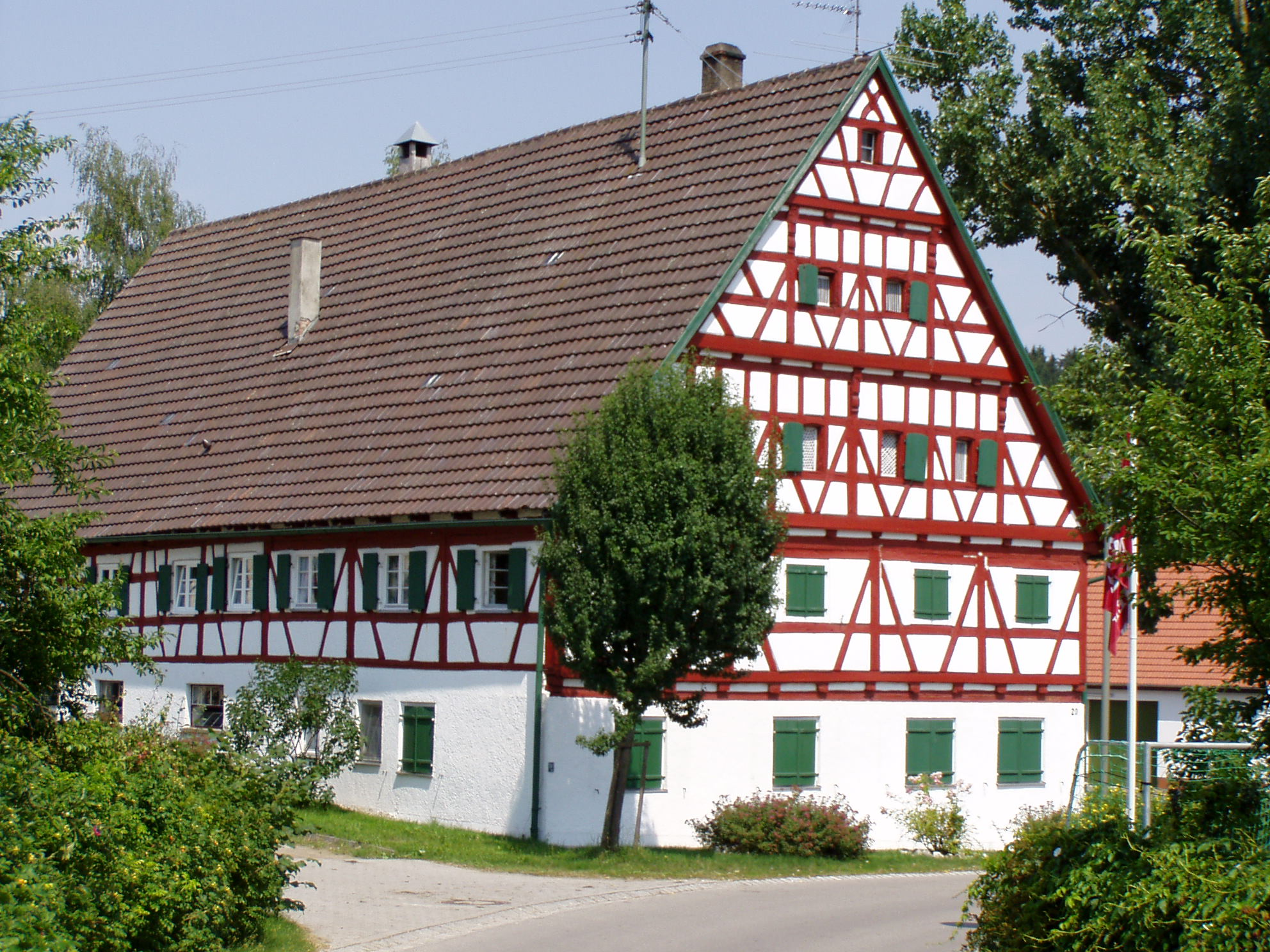
Fachwerkhaus in Ettlishofen, Gde. Bibertal

Im Landkreis Günzburg gibt es 2 kleine Flugplätze. Nördlich von Günzburg befindet sich der Sonderlandeplatz – Flugplatz Günzburg-Donauried und westlich von Thannhausen der Sonderlandeplatz – Flugplatz Thannhausen.

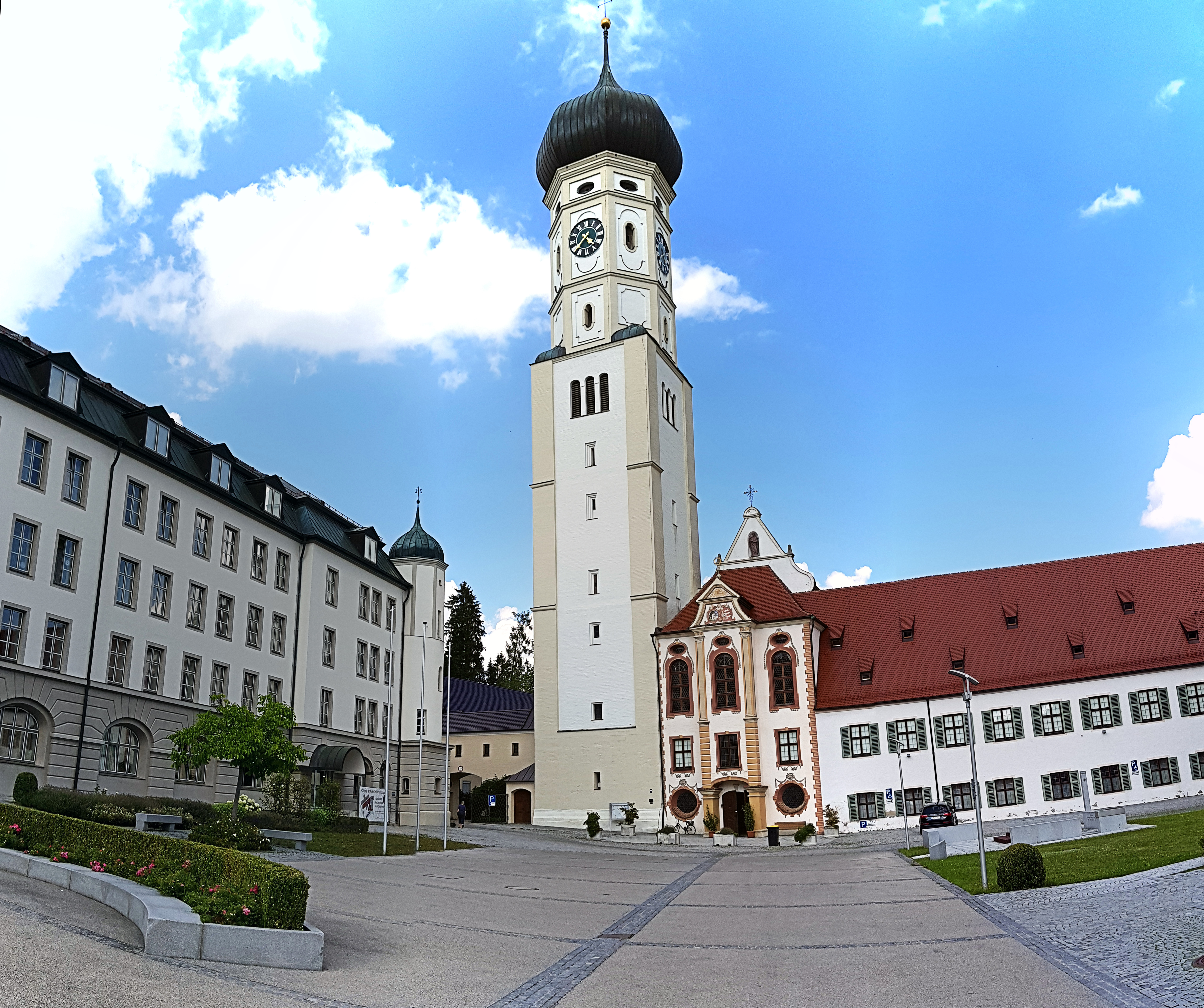
Kloster Ursberg

### Tourismus
Sehenswert sind neben dem Legoland Deutschland Resort bei Günzburg die vielen in der Epoche des Barock erbauten Kirchen und Klöster, die auch der Grund dafür sind, dass der Landkreis Günzburg und die angrenzenden Gebiete Schwäbischer Barockwinkel genannt wird. Die bekannteren Beispiele sind die Klöster Wettenhausen, Ursberg und Edelstetten, die Wallfahrtskirchen Allerheiligen und Maria Vesperbild, die Frauenkirche in Günzburg und die Stadtpfarrkirche St. Michael in Krumbach. Die Kirchen in den Dörfern sind oftmals aber nicht weniger beeindruckend als die genannten größeren Bauwerke.
Außerdem sehenswert im Landkreis sind die Altstadt von Günzburg, der Forstbotanische Park beim Schloss Seyfriedsberg, das Krumbad – das älteste Heilbad Schwabens – und die Museen im Landkreis (→ siehe Liste der Museen im Landkreis Günzburg).
Die Landschaft, in der sich Hügel und Täler, Wälder, Wiesen und Felder abwechseln, lädt zu ausgedehnten Radtouren und Wanderungen ein. Durch den Landkreis verlaufen auch einige überregionale und regionale Rad- und Wanderwege: Donauradweg, Via Julia, Mindeltal-Radweg, Günztalradweg, Kammeltal-Radweg, Zusamradweg, 7-Schwaben-Tour, Schwäbische Kartoffeltour, der Schwäbisch-Allgäuer Wanderweg und auch ein kurzer Abschnitt des Bayerisch-Schwäbischen Jakobusweges durch die Gemeinde Ziemetshausen.
Von den vielen als Badeseen gestalteten ehemaligen Baggerweihern dürften die Naherholungsgebiete Silbersee bei Burgau und Oberrieder Weiher bei Breitenthal die schönsten und größten sein.

### Sport
2021 bewarb sich der Kreis als Host Town für die Gestaltung eines viertägigen Programms für eine internationale Delegation der Special Olympics World Summer Games 2023 in Berlin beworben. 2022 wurde er als Gastgeber für Special Olympics Burkina Faso ausgewählt. Damit wurde er Teil des größten kommunalen Inklusionsprojekts in der Geschichte der Bundesrepublik mit mehr als 200 Host Towns.

## Gemeinden
(Einwohner am 31. Dezember 2024)
| - Burgau (10.670) - Günzburg, Große Kreisstadt (21.423) - Ichenhausen (9373) - Krumbach (Schwaben) (14.178) - Leipheim (7434) - Thannhausen (6406) - Burtenbach (3562) - Jettingen-Scheppach (6996) - Münsterhausen (2019) - Neuburg a. d. Kammel (3260) - Offingen (4336) - Waldstetten (1274) - Ziemetshausen (3181) - Aichen (1172) - Aletshausen (1218) - Balzhausen (1247) - Bibertal (4892) - Breitenthal (1255) - Bubesheim (1605) - Deisenhausen (1418) - Dürrlauingen (1508) - Ebershausen (619) - Ellzee (1252) - Gundremmingen (1376) - Haldenwang (2157) - Kammeltal (3345) - Kötz (3346) - Landensberg (642) - Rettenbach (1704) - Röfingen (1204) - Ursberg (3233) - Waltenhausen (739) - Wiesenbach (1024) - Winterbach (778) | - Haldenwang (Gemeinden Dürrlauingen, Haldenwang, Landensberg, Röfingen und Winterbach) - Ichenhausen (Stadt Ichenhausen, Markt Waldstetten und Gemeinde Ellzee) - Kötz (Gemeinden Bubesheim und Kötz) - Krumbach (Schwaben) (Gemeinden Aletshausen, Breitenthal, Deisenhausen, Ebershausen, Waltenhausen und Wiesenbach) - Offingen (Markt Offingen und Gemeinden Gundremmingen und Rettenbach) - Thannhausen (Stadt Thannhausen, Markt Münsterhausen und Gemeinde Balzhausen) - Ziemetshausen (Markt Ziemetshausen und Gemeinde Aichen) - Ebershauser-Nattenhauser Wald (2,10 km²) - Winzerwald (1,16 km²) |

## Gemeinden vor der Gebietsreform 1971/78

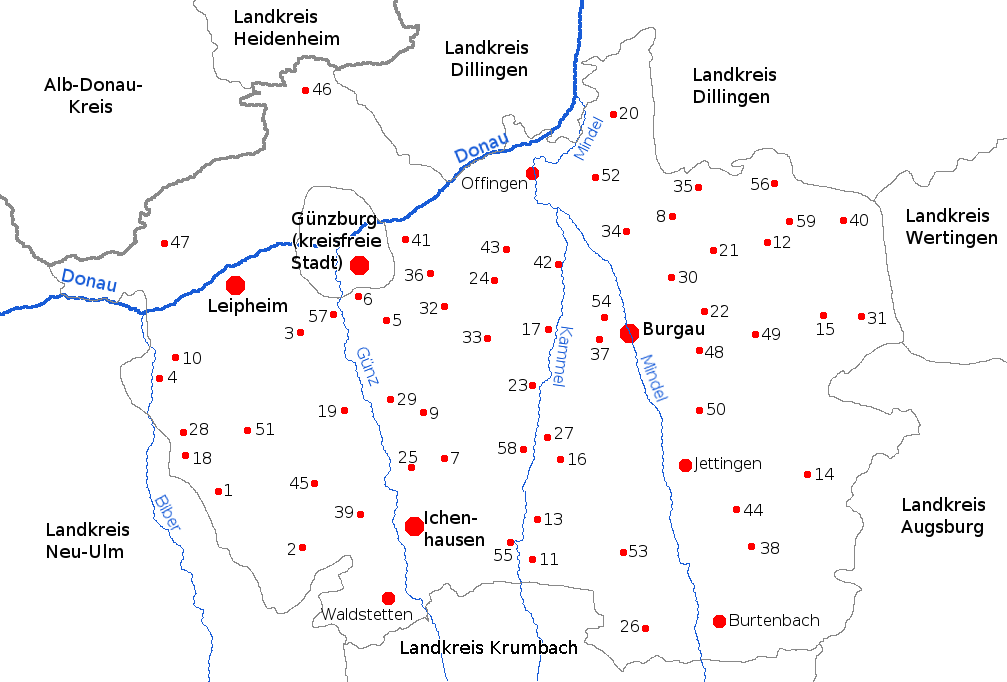
Der ehemalige Landkreis Günzburg: eingezeichnet sind alle für Gemeinden namensgebende Orte; Nummern in der Karte: siehe nebenstehende Liste der Gemeinden

Landkreis Günzburg, Gemeindegrenzenkarte von 1961

Vor der Gebietsreform hatte der Landkreis Günzburg 66 Gemeinden. Bis zum Jahr 1927 hatte der damals noch Bezirksamt Günzburg genannte Landkreis eine Gemeinde weniger. Zu Beginn dieses Jahres kam Gundremmingen, das zuvor zum Bezirksamt Dillingen gehörte, zum Landkreis Günzburg.
Im Nordosten grenzte der Landkreis an den Landkreis Dillingen an der Donau, im Osten an den Landkreis Wertingen (bis 1929: Bezirksamt Zusmarshausen), im Südosten an den Landkreis Augsburg (bis 1929: Bezirksamt Zusmarshausen), im Süden an den Landkreis Krumbach, im Westen an den Landkreis Neu-Ulm und im Nordwesten an die baden-württembergischen Landkreise Ulm und Landkreis Heidenheim.
Bei den Gemeinden, die aufgelöst wurden, ist in Klammern vermerkt, zu welcher Gemeinde der Ort heute gehört. Die Gemeinden, die noch bestehen, sind kursiv geschrieben.
| - Burgau - Ichenhausen - Leipheim | - Burtenbach - Jettingen (Jettingen-Scheppach) - Offingen - Waldstetten |

### Weitere Gemeinden
| - Anhofen (Bibertal) - Autenried (Ichenhausen) - Bubesheim - Bühl (Bibertal) - Deffingen (Günzburg) - Denzingen (Günzburg) - Deubach (Ichenhausen) - Dürrlauingen - Ebersbach (Kötz) - Echlishausen (Bibertal) - Egenhofen (Kammeltal) - Eichenhofen (Haldenwang) - Ettenbeuren (Kammeltal) - Freihalden (Jettingen-Scheppach) - Glöttweng (Landensberg) - Goldbach (Kammeltal) - Großanhausen (Burgau) - Großkissendorf (Bibertal) - Großkötz (Kötz) - Gundremmingen |  | - Hafenhofen (Haldenwang) - Haldenwang - Hammerstetten (Kammeltal) - Harthausen (Rettenbach) - Hochwang (Ichenhausen) - Kemnat (Burtenbach) - Kleinbeuren (Kammeltal) - Kleinkissendorf (Bibertal) - Kleinkötz (Kötz) - Konzenberg (Haldenwang) - Landensberg - Leinheim (Günzburg) - Limbach (Burgau) - Mindelaltheim (Dürrlauingen) - Mönstetten (Dürrlauingen) - Nornheim (Günzburg) - Oberknöringen (Burgau) - Oberwaldbach (Burtenbach) - Oxenbronn (Ichenhausen) - Rechbergreuthen (Winterbach) |  | - Reisensburg (Günzburg) - Remshart (Rettenbach) - Rettenbach - Ried (Jettingen-Scheppach) - Rieden a. d. Kötz (Ichenhausen) - Riedhausen b. Günzburg (Günzburg) - Riedheim (Leipheim) - Röfingen - Roßhaupten (Röfingen) - Scheppach (Jettingen-Scheppach) - Schneckenhofen (Bibertal) - Schnuttenbach (Offingen) - Schönenberg (Jettingen-Scheppach) - Unterknöringen (Burgau) - Unterrohr (Kammeltal) - Waldkirch (Winterbach) - Wasserburg (Günzburg) - Wettenhausen (Kammeltal) - Winterbach |

### Gemeindefreie Gebiete
- Ettenbeurerforst (heute eine Gemarkung der Gemeinde Kammeltal)
- Galgenforst (heute eine Gemarkung der Gemeinde Kammeltal)
- Rohrer Wald (heute eine Gemarkung der Gemeinde Kammeltal)

(Quelle unter)

## Schutzgebiete
Im Landkreis gibt es zehn Naturschutzgebiete, zehn Landschaftsschutzgebiete, acht FFH-Gebiete und mindestens vier vom Bayerischen Landesamt für Umwelt ausgewiesene Geotope (Stand Mai 2016).
Siehe auch:
- Liste der Naturschutzgebiete im Landkreis Günzburg
- Liste der Landschaftsschutzgebiete im Landkreis Günzburg
- Liste der FFH-Gebiete im Landkreis Günzburg
- Liste der Geotope im Landkreis Günzburg

## Kfz-Kennzeichen
Am 1. Juli 1956 wurde dem Landkreis bei der Einführung der bis heute gültigen Kfz-Kennzeichen das Unterscheidungszeichen GZ zugewiesen. Es wird durchgängig bis heute ausgegeben.
Bis in die 1990er-Jahre erhielten Fahrzeuge aus dem Altkreis Krumbach (Schwaben) Kennzeichen mit den Buchstabenpaaren VA bis ZZ und den Zahlen von 1 bis 99, später mit den Buchstabenpaaren CA bis CZ und EA bis EZ und den Zahlen von 100 bis 999.
Seit dem 13. Juli 2013 ist aufgrund der Kennzeichenliberalisierung auch das Unterscheidungszeichen KRU (Krumbach (Schwaben)) erhältlich.